# 槍田真希子
槍田 真希子（うつだ まきこ）は、日本経済新聞社記者。日本のテレビキャスター。

## 略歴・人物
1996年、日本放送協会に記者として入局。2004年から2007年にかけてニューヨーク総局に赴任し、国連、NASA、アメリカ大統領選挙などの取材を担当した。2008年に日本経済新聞社に移籍し、映像報道部記者としてビジネスやマーケットを担当。日経CNBCおよびBSジャパンで放送中の「NIKKEI Japan Report」でアンカーを、2009年4月の放送開始時より務める。データビジュアルセンター 写真映像グループで日経電子版のニュース映像の制作を担当。